# Kenosis
Kenosis (Grieks: κένωσις, kénōsis) is in de christelijke theologie het 'ontledigen' van Jezus' eigen wil en volledig ontvankelijk worden voor Gods goddelijke wil.
Het Nieuwe Testament gebruikt niet het zelfstandig naamwoord kénōsis, maar het werkwoord kenóō komt vijf keer voor (Rom.4: 14, 1Kor.1: 17, 9:15, 2Kor.9: 3, Fil.2:7) . Van deze vijf keer is het Fil. 2:7, waarin wordt gezegd dat Jezus "zichzelf heeft geleegd", wat het uitgangspunt is van christelijke ideeën over kenosis.